# 1117년

## 연호
- 북송(北宋) 정화(政和) 7년
- 요(遼) 천경(天慶) 7년
- 금(金) 천보(天輔) 원년
- 일본(日本) 에이큐(永久) 5년
- 서하(西夏) 옹녕(雍寧) 4년
- 리 왕조(李朝) 호이뜨엉다이카인(會祥大慶) 8년

## 기년
- 북송(北宋) 휘종(徽宗) 17년
- 요(遼) 천조제(天祚帝) 17년
- 금(金) 태조(太祖) 3년
- 고려(高麗) 예종(睿宗) 12년
- 서하(西夏) 숭종(崇宗) 32년
- 리 왕조(李朝) 인종(仁宗) 46년

## 탄생
- 안평공 왕경

## 사망
- 킵차크 족 지도자 아유브 칸
- 룸 셀주크의 세번째 군주 멜리크샤